# Limes
Pour les articles homonymes, voir Limes (homonymie).
Pour un article plus général, voir Système défensif de l'Empire romain.
 (juin 2011).

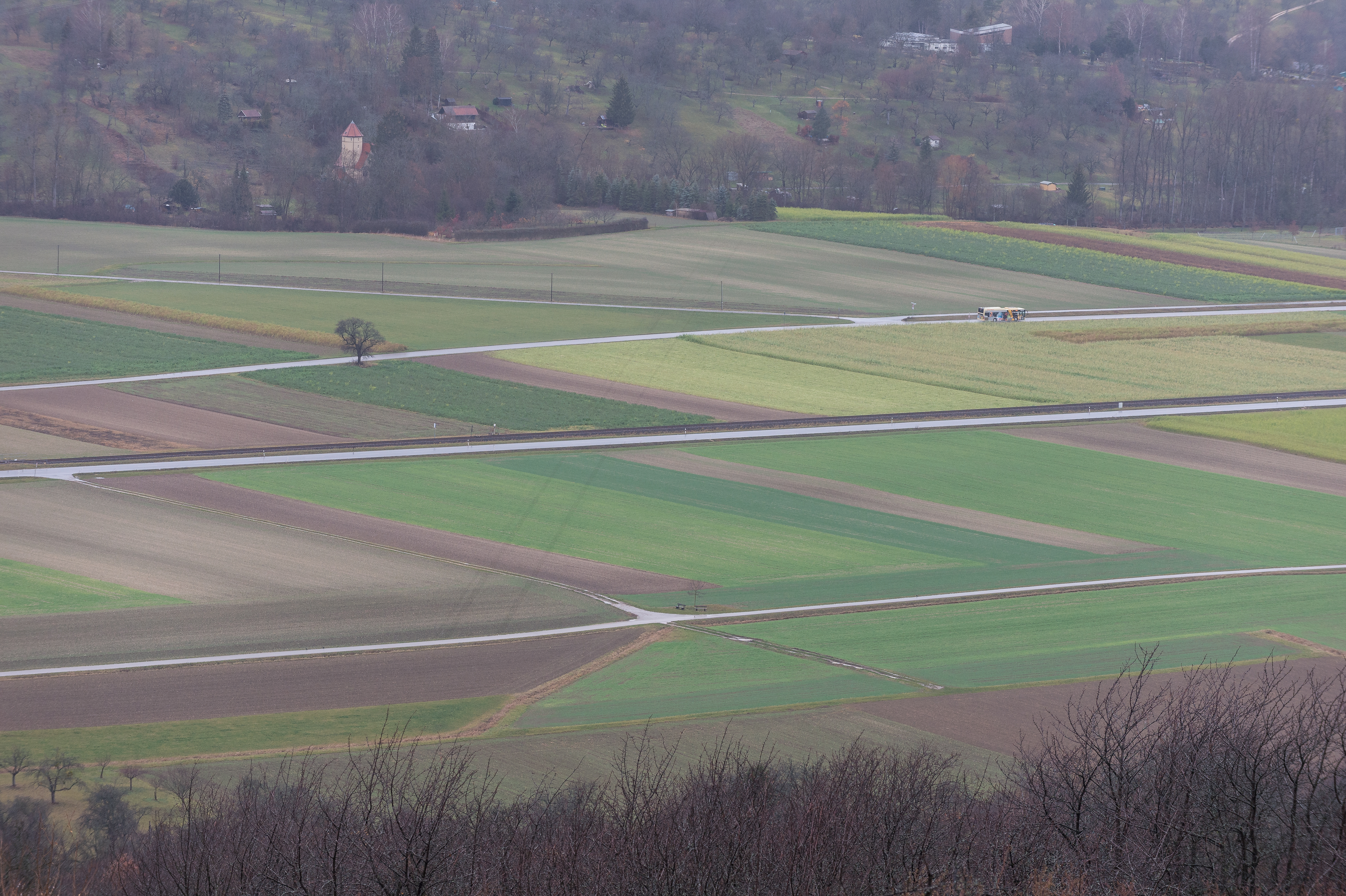
Le Sibyllenspur ou Lautertal-Limes, dans le Lautertal entre Owen et Dettingen unter Teck (Allemagne).

Le limes (prononcé [li.mɛs]) était la zone frontière de l'Empire romain.

## Terminologie
En latin, limes signifie simplement chemin de patrouille à la frontière.
Dans la terminologie militaire du Ier siècle ap. J.-C., le limes désignait les routes qui s'enfonçaient dans les territoires hostiles situés en avant des terres d'Empire, qui étaient jalonnées de postes fortifiés et dirigées vers l'extérieur. Leur but était de faciliter les offensives en pays barbare.
Le terme change de sens lorsque l'empereur Hadrien renonce aux conquêtes. Les routes deviennent alors des routes fortifiées qui, là où manque la coupure géographique d'un fleuve, séparent le territoire romain de celui des barbares, et sont destinées à relier les différents secteurs frontaliers de manière continue.
Le terme limes, qui définit une frontière établie par l'homme, s'oppose à celui de ripa qui désigne une frontière naturelle. Par extension, limes finira par désigner toute zone frontière, naturelle comme artificielle, ou à un ensemble de routes fortifiées formant une zone défendue derrière une frontière de l'Empire.
Barrière défendant l'Empire contre des ennemis extérieurs (ainsi en parlent Frontin et Tacite au Ier siècle), le limes était gardé par endroits par des légionnaires ou des auxiliaires.

## Contexte
À partir du règne d'Hadrien, il devient plus important pour l'empire de maintenir les territoires conquis que d'en conquérir de nouveaux. Il construit son système défensif d'abord sur le Rhin, puis en Bretagne.

## Architecture

### Dimension
Le limes s’étendait sur 5 000 km depuis la côte atlantique au nord de la Grande-Bretagne, traversant l’Europe jusqu’à la mer Noire et, de là, jusqu’à la mer Rouge et l’Afrique du Nord.
Les frontières de l'Empire romain étaient constituées d'éléments naturels et d'éléments artificiels.
Le limes matérialise physiquement la frontière entre l'empire romain et le monde barbare, tel qu'il était entendu par les Romains, à savoir les peuples ne parlant ni grec, ni latin.
Le limes consiste en routes de rocade le long de la frontière, desservant des postes de surveillance plus ou moins importants, et reliées aux villes de garnison. Localement, le limes peut être renforcé par des ouvrages tels que mur et/ou fossé. Il a un but défensif, mais aussi douanier et politique car il s'agit d'une fortification discontinue plus symbolique qu'efficace.
Des limes plus ou moins élaborés ont ainsi été établis sur la plupart des frontières de l'Empire. Les plus célèbres sont ceux construits dans le nord de la province de Bretagne (actuelle île de Grande-Bretagne) : les murs d'Hadrien, d'Antonin. Le plus grand était établi le long du Rhin et du Danube, par une succession de tours de guet, de castella (fortins), de places fortes reliées par un réseau très dense de voies romaines. Un limes de ce type, mais moins profond et moins dense, était construit en Afrique du Nord.

### Barrières naturelles
Les barrières naturelles qui séparaient le monde romain des Barbares ou des autres royaumes pouvaient être :
- de type fluvial (comme le limes rhénan sur le Rhin, le Danube ou l'Euphrate)[8]
- de type montagneux (comme la chaîne des Carpates, ou l'Atlas en Maurétanie)
- de type désertique (comme le long de la frontière sud de l'Égypte, ou de la province d'Arabie ou encore de Syrie)

### Barrières artificielles
Les barrières peuvent aussi être artificielles, comme une palissade ou un mur de pierre, parfois précédés d'un fossé. C'est le cas pour le mur d'Hadrien, le mur d'Antonin, le Limes Porolissensis (en) (en Dacie) ou le limes de Germanie. Chaque frontière était également suivie en parallèle sur toute sa longueur par une route avec un intervalle régulier des forteresses de légionnaires (castra), des forts (castella), des forts auxiliaires, ainsi que des tours (turris) et des zones d'observation (stationes).
Les représentations du limes romain peuvent être vues sur la frise de la colonne de Trajan ou sur celle d'Antonin, où les scènes d'ouvertures se situent sur la rive droite du Rhin, avec la représentation d'une série de postes de garde, de forts, de forteresses, avec également une protection de palissade.

### Zones Intérieures
Le troisième cas est très particulier, il s'agit des préfectures (comme la préfecture des Alpes à l'époque des guerres marcomanes). Ce territoire est confié à un commandant militaire spécial (dans l'exemple précédent, il s'agit de Quintus Antistius Adventus (en), dont le rôle a été de prévenir et bloquer les invasions barbares.

## Différentslimes

### Limesde Germanie

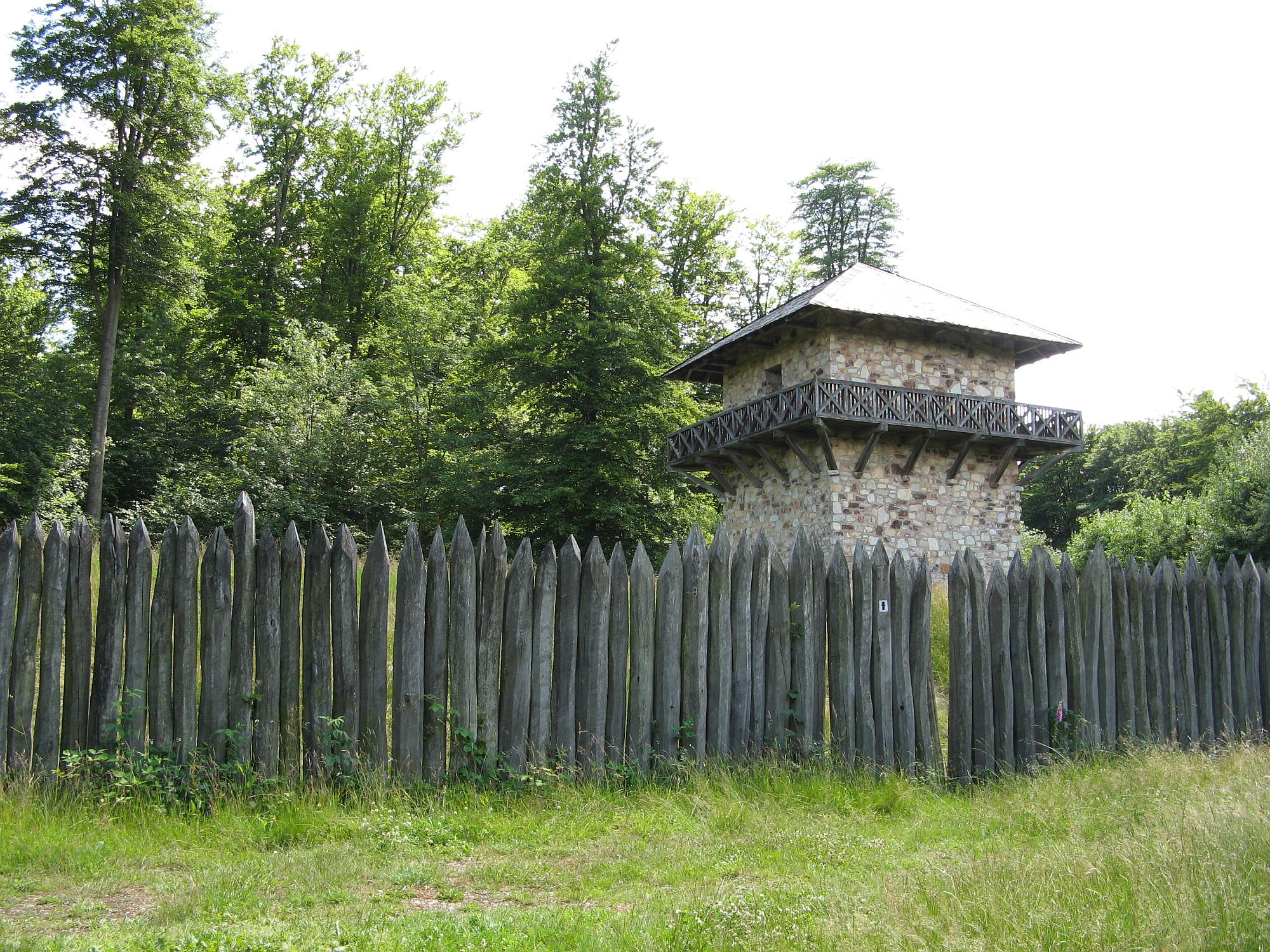
Le limes de Germanie : reconstitution dans les monts du Taunus.

Pour permettre une vue dégagée sur l'ennemi, les Romains avaient déboisé de grands pans de forêt. 
Les deux tronçons du limes en Allemagne couvrent une distance de 550 km depuis le nord-ouest de l’Allemagne jusqu’au Danube au sud-est du pays. 
Le limes rhénan (en) couvrait la province de Germanie inférieure.  Il se situait le long du Rhin et, pendant près de deux décennies, a conduit les Romains de Germanie supérieure jusqu'à l'Elbe.
Le limes de Germanie supérieure protégeait les provinces de Germanie supérieure et de Rhétie, en avant des Champs Décumates.
- Il était constitué de plus de soixante places fortifiées espacées d'une dizaine de kilomètres. Elles défendaient la frontière de l'Empire. On peut citer celle de Saalburg près de Bad Homburg, qui est la seule à avoir été reconstruite, ou le camp romain d'Obernburg, aujourd'hui largement documenté.
- Des cohortes de 500 légionnaires et cavaliers y étaient stationnées pour empêcher les pillages des Germains dans la zone contrôlée par les Romains. Des voies romaines y conduisaient à partir de l'Italie ou de la Gaule.
- Plus de neuf cents tours de guet se dressaient le long du limes rhénan, espacées les unes des autres de façon à pouvoir communiquer entre elles par signaux visuels ou sonores selon les conditions de visibilité, et ainsi avertir au plus vite la prochaine place fortifiée de tout mouvement germain.

La tour de guet no 1 se trouve à Rheinbrohl en Rhénanie-Palatinat (caput limitis).
Cologne, Strasbourg et Vienne étaient des forts chargés de protéger le limes.
Le limes germanique fut détruit par les attaques des Alamans en 258, qui occupèrent l'espace compris entre le Rhin et le Danube. Une nouvelle ligne de défense fut organisée par Aurélien (270-275) le long du Rhin et de l’Iller, affluent du Danube, avec Brigantium (Brégence) comme camp militaire.
Au IVe siècle, ce limes était défendu par des Lètes francs et des fédérés Saxons à Mayence, Alamans sur le Rhin supérieur (fondation dudit royaume alaman).
Le Donau-Iller-Rhein-Limes (de) (DIRL) (Rehenus-Danuvius-Hilaria), est créé vers 290 après la chute du limes de Germanie supérieur-rhétien (vers 250), sur un territoire comprenant France, Allemagne, Autriche, Suisse et Liechtenstein.
Une première acception concerne uniquement le tronçon de Constance au Danube.
Une seconde acception comprend les tronçons Constance-Bâle, Bâle-Bingen et Haut-Danube. 
Le DIRL sert moins de rempart que de réseau de postes de surveillance de zones tribales potentiellement hostiles, par les Limitanei (soldats des frontières), dans les provinces romaines de Maxima Sequanorum (Séquanaise) et de Rhétie.
- Liste des forts du Limes Danube-Iller-Rhin (de)

### Limesde Bretagne

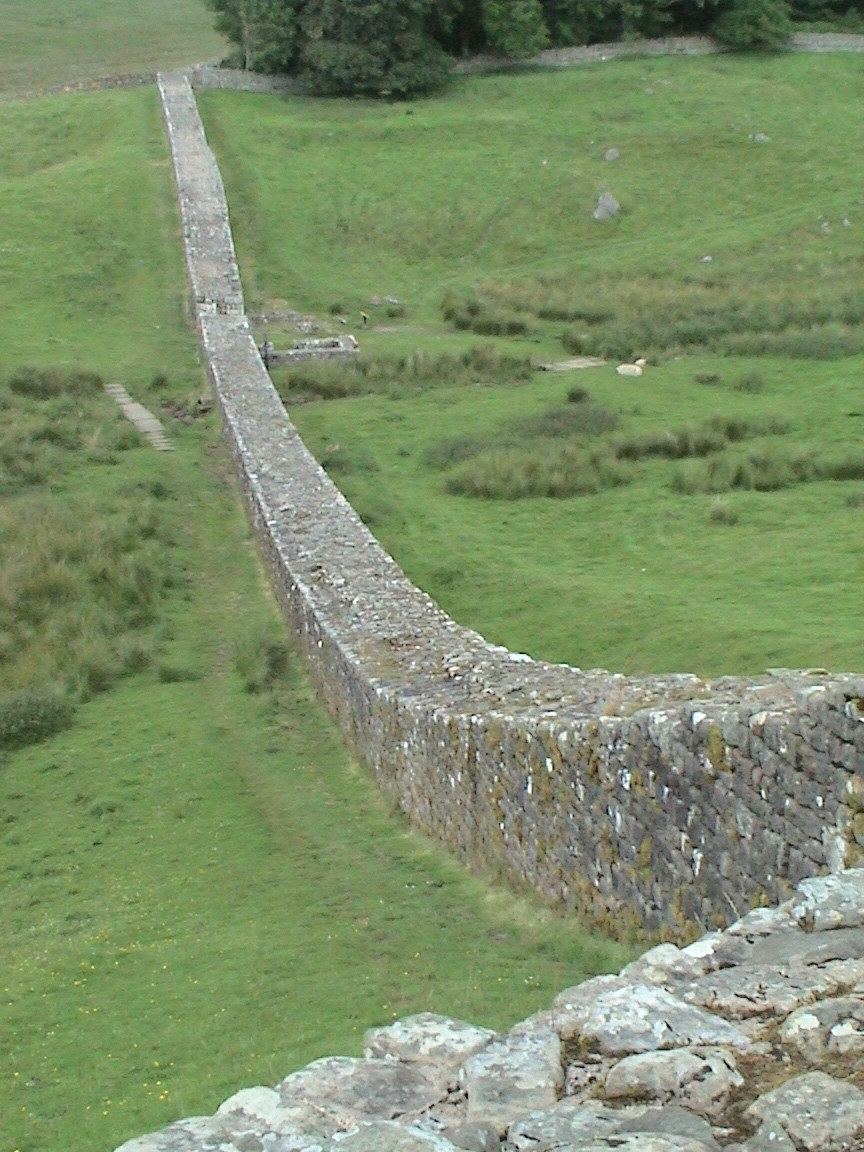
Là où le bois manquait déjà à la suite des défrichements entamés dès le Néolithique, des murs de pierre étaient élevés, qui bloquaient efficacement les cavaliers (Mur d'Hadrien)

Le mur d’Hadrien (Royaume Uni), long de 118 km, a été construit sous les ordres de l’empereur Hadrien en 122 apr. J.-C., à l’extrémité nord des frontières de la province romaine Britannia.
Le Limes de Bretagne est le limes le plus septentrional de l'Empire romain, avec ses deux murs (le mur d'Antonin et le mur d'Hadrien). Ils contiennent les Pictes et les Scots. Le mur d’Antonin, une fortification de 60 km de long située en Ecosse, fut commencé sous l’empereur Antonius Pius en 142 apr. J.-C. comme une défense contre les « barbares » venus du Nord.
Tardivement, et dans le même ordre d'idées, se construit la digue d'Offa dans l'Essex, longtemps après le départ des Romains, qui sépare Saxons et Gallois.
- Bretagne (province romaine) (43-410), Classis Britannica
  - de 211-220 à 295 environ : Bretagne supérieure (Londinium), Bretagne inférieure (Eboracum/York)
  - de 295-297 à 410 : Diocèse des Bretagnes, Britannia Prima, Maxime Césarienne (Londinium), Flavie césarienne (Lindum Colonia (en))
  - de 368-370 à 400-450 : ajout de Valentia (province romaine)
- Dux Britanniarum, Duc des Bretagnes
- Comes Britanniarum, Comte des Bretagnes
- Comes litoris Saxonici per Britanniam (de), Comte de la côte saxonne en Grande-Bretagne

### Limesdanubien
Le Limes danubien s'articulait sur une série de places fortes reliées par une route de rocade suivant le cours du Danube. Une flotte fluviale complétait le dispositif de surveillance.
Le Limes du Danube (en), qui est le plus important du système de défense de l'Empire romain dans son ensemble, car il assurait la protection de beaucoup de provinces de la Rhétie jusqu'à la Mésie (c'est-à-dire tout le long du parcours du fleuve jusqu'à son embouchure).
Le limes au nord du Danube, qui comprenait les provinces frontalières des Daces, des Sarmates et la rive nord du Pont-Euxin (les villes grecques d'Olbia et de Tyras, c'est-à-dire le Royaume du Bosphore, province sous influence romaine de Néron jusqu'à l'arrivée des Goths dans la première moitié du IIIe siècle).

### Limesd'Afrique du Nord

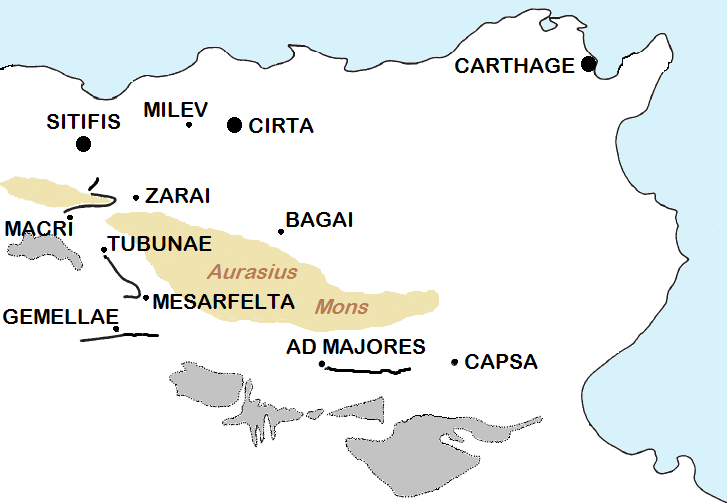

Les limes d'Afrique romaine désignent la série d'aménagements défensifs réalisés par les Romains en Afrique du Nord.
Les Romains organisent leur système de défense au fur et à mesure de leur progression dans le contrôle des territoires annexés en Afrique et en Maurétanie. À chaque avancée, un nouveau limes enveloppe des territoires et des populations réputés pacifiés et susceptibles d’accepter la civilisation à la romaine, et les distinguent des zones extérieures où la Pax Romana n’est pas encore établie. Par sauts successifs, ce limes finit par atteindre et parfois pénétrer les confins arides du domaine saharien depuis l’océan Atlantique jusqu’aux déserts de la Grande Syrte.
Ces systèmes diffèrent des limes européens appuyés sur des fleuves : le relief montagneux et étiré d'est en ouest impose de construire des routes de rocade qui permettent la circulation des troupes et aussi celles des commerçants, des points fortifiés qui les jalonnent et exceptionnellement des ouvrages défensifs tels que murs ou fossés. Des voies transversales unissent ce limes aux principales cités, et à la zone côtière.

### Limesde la péninsule arabique
La frontière orientale de l'Empire romain, qui est organisé en quatre secteurs :
- Le limes de Cappadoce et le Pont-Euxin , créé par l'Empereur Tibère en 17 lors de l'annexion par Rome de la Cappadoce.
- Le limes d'Arménie qui a été au cœur des guerres entre les Romains et les Perses.
- Le limes de Mésopotamie créé par intermittence à partir des campagnes de Trajan contre les Parthes en 114-117.
- Le limes d'Arabie reliant l'Euphrate à la mer Rouge sur près de 1 000 kilomètres , lui-même divisé en deux limes chargés de défendre les provinces de Syrie, d'Arabie et de Judée.

## Histoire

### IIIesiècle
Le limes est militairement efficace jusqu'au IIIe siècle. Culturellement, d'importants échanges existent entre l'Empire romain et les peuples barbares.

## Postérité
Le limes de Germanie et de Rhétie figure depuis 2008 dans la liste des sites du patrimoine mondial de l'UNESCO. Plusieurs sentiers construits le long de la frontière romaine existent encore aujourd'hui en Allemagne.
Le limes romain figure sur le Canon historique des Pays-Bas, liste officielle de 50 thèmes, initiative du gouvernement néerlandais, dont la première version date de 2006 et dont la deuxième version est officiellement acceptée le 3 juillet 2007.

### Galerie d'illustrations

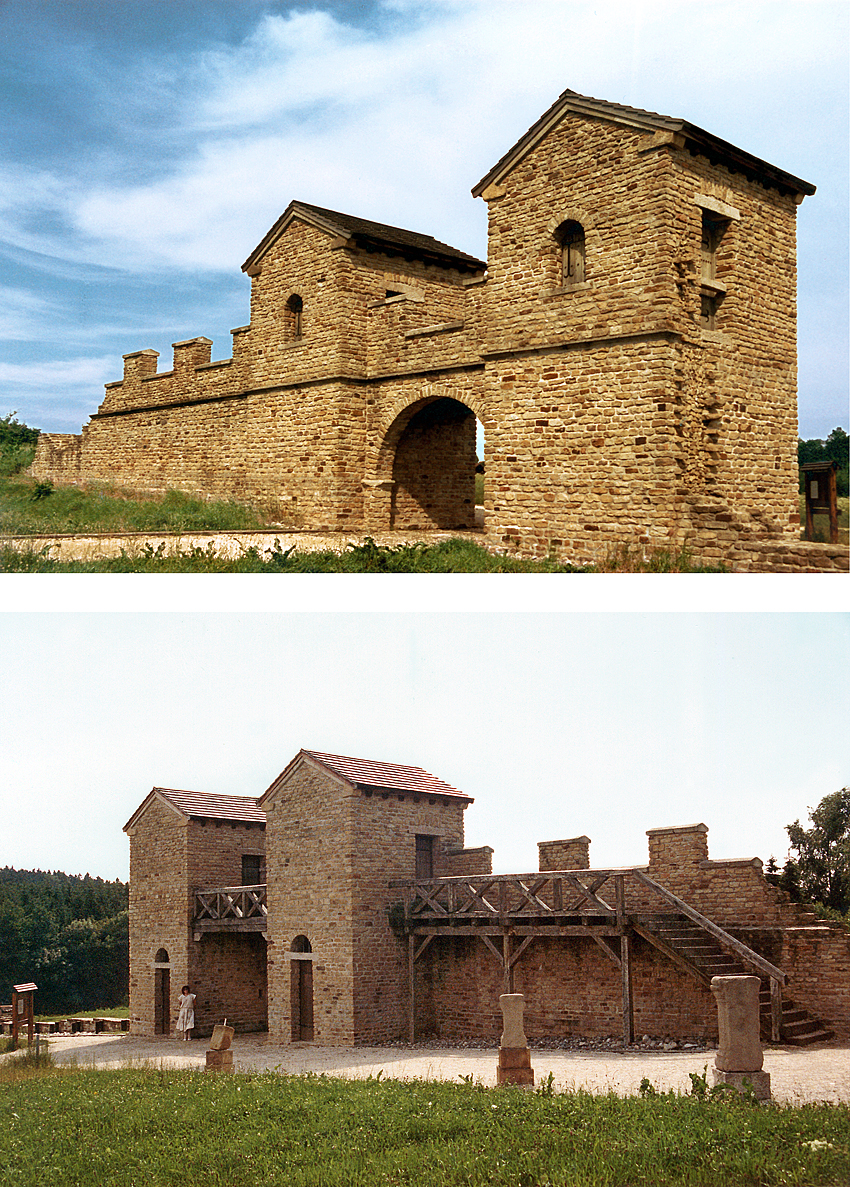
Reconstitution d'une Porta Praetoria ; ancien limes romain (Kastell Welzheim)
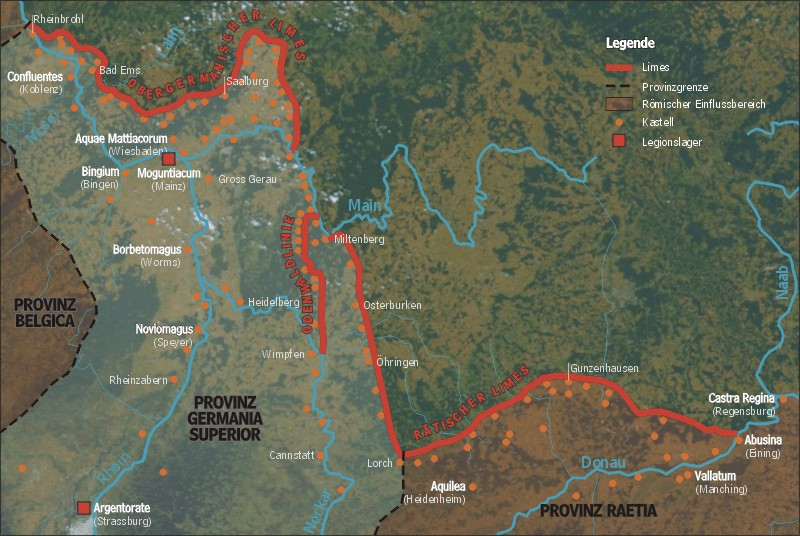
Carte du limes germanique, matérialisant la frontière de la province romaine de Rhétie-Vindélicie.
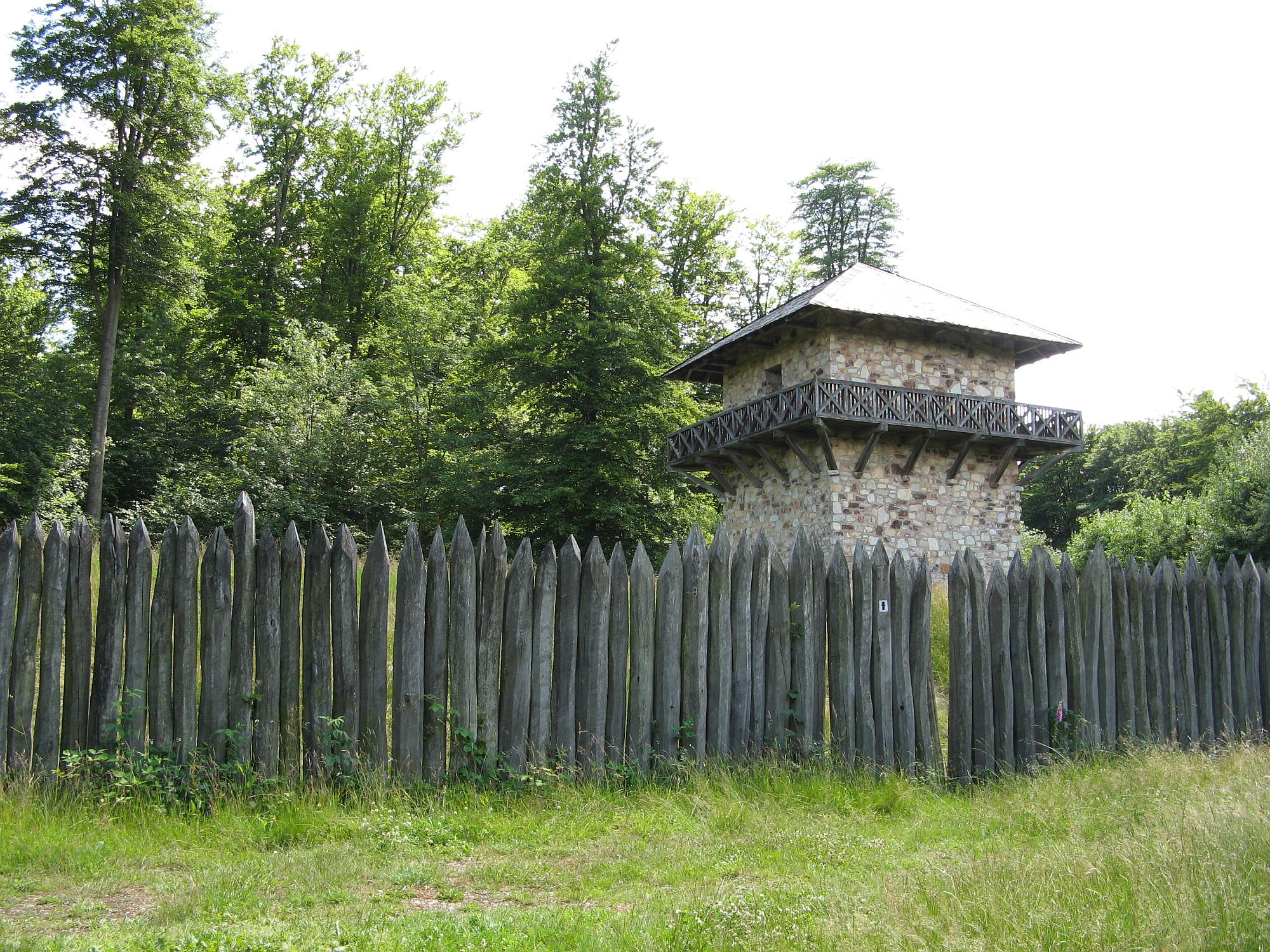
Tour de guet derrière une palissade de troncs de chênes taillés en pointe, derrière le fossé de défense. Reconstitution d'une infrastructure de défense (limes) aux frontières de l'empire romain ou fortifications avancées. Kastell Zugmantel, dans le Land de Hesse, Allemagne.
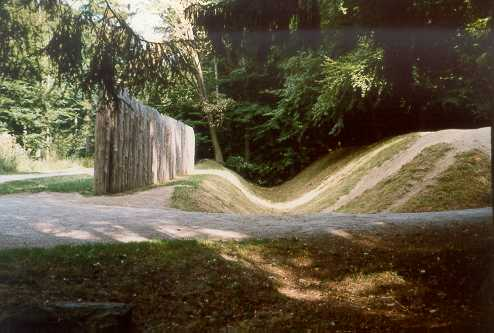
Reconstitution palissade + profil de fossé à la Saalburg (ancien fort romain du limes de Germanie), massif du Taunus, Land de Hesse, Allemagne.
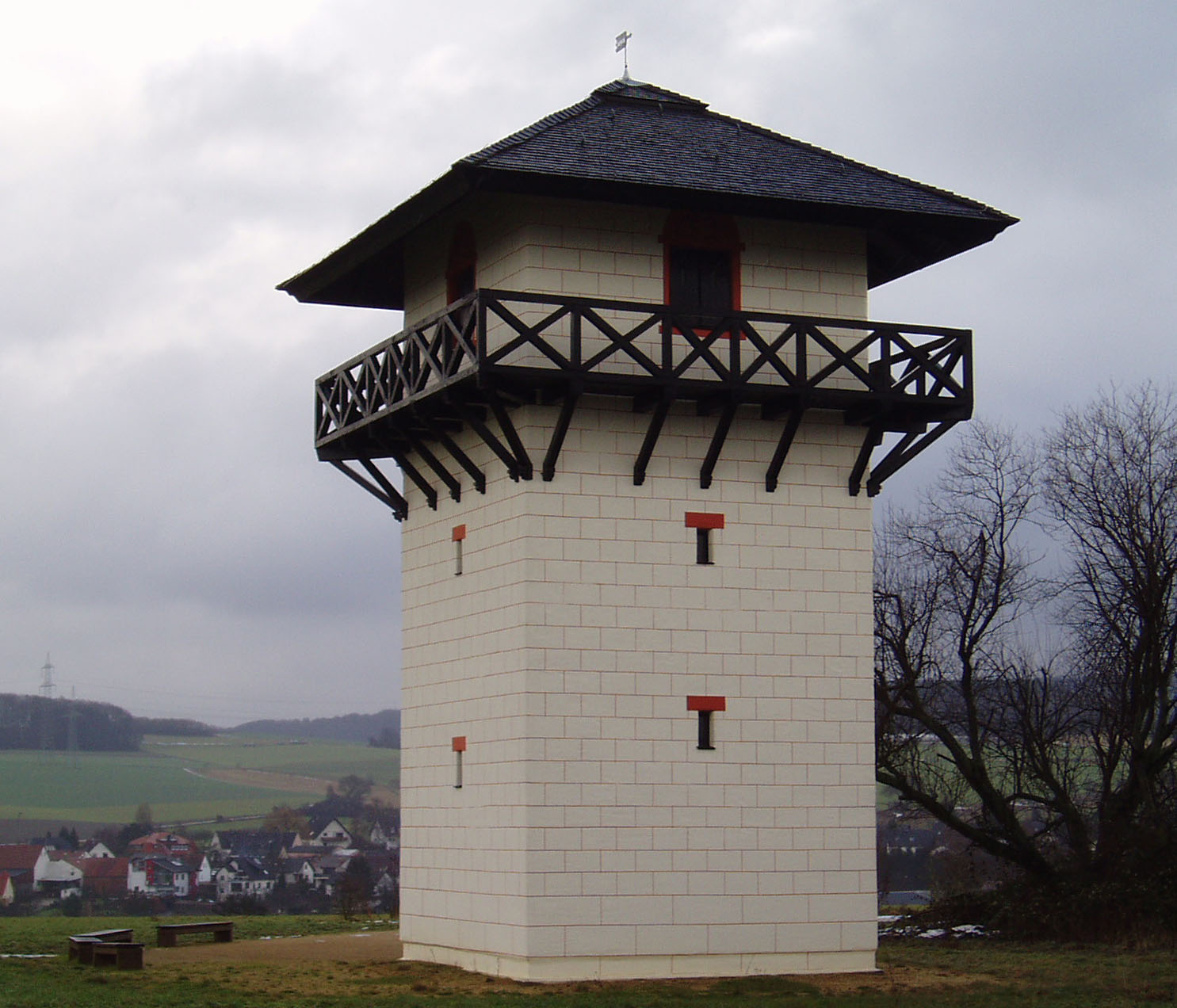
Tour de guet, reconstituée à Niedernhausen, Taunus.

#### Littérature antique
- Frontin (trad. du latin), Les Stratagèmes, Paris, Institut de stratégie comparée : Economica, coll. « Bibliothèque stratégique », 1999, 283 p. (ISBN 2-7178-3886-4).
- Tacite (trad. du latin), Annales : livres I-III, Paris, Les Belles Lettres, coll. « Collection des universités de France », 1990, 201 p. (ISBN 2-251-01264-8).

#### Études modernes
- Edward Luttwak, La Grande Stratégie de l'Empire romain, Paris, Economica, coll. « Bibliothèque stratégique », 1987, 260 p. (ISBN 2-7178-1269-5).
- (en) Maureen Carroll-Spillecke, Romans, Celts & Germans : the German Provinces of Rome, Stroud, Gloucestershire : Tempus, 2001, 160 p. (ISBN 0-7524-1912-9).
- (it) John Wacher, Il Mondo di Roma imperiale. Tome 1 : La Formazione, Bari, Laterza, coll. « Storia e societa », 1989, 386 p. (ISBN 88-420-3418-5).

#### Congrès
- 1st Congress of Roman Frontier Studies, édité par E. Birley, Durham 1952;
- 2nd Congress of Roman Frontier Studies, édité par E. Swoboda, Graz-Cologne, 1956;
- 3rd Congress of Roman Frontier Studies, édité par R. Laur-Belart, Bâle, 1959;